# Пръстенчата водна кобра
Пръстенчатите водни кобри (Naja annulata) са вид влечуги от семейство Аспидови (Elapidae).
Разпространени са в екваториалните гори на Централна Африка.
Таксонът е описан за пръв път от германския естественик Вилхелм Петерс през 1876 година.